# Annette Apon

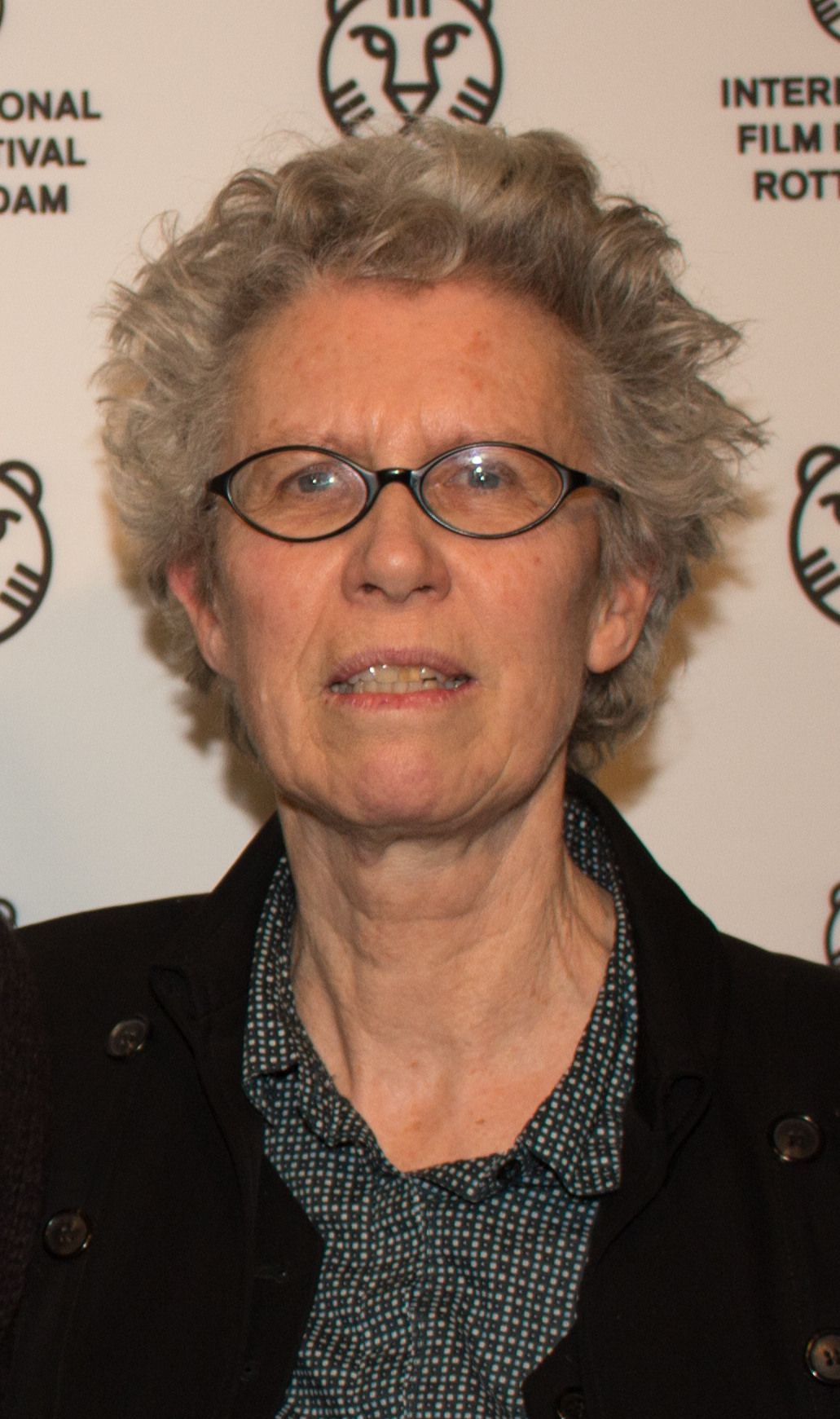
Annette Apon (2016)

Annette Apon (* 25. Mai 1949 in Amsterdam) ist eine niederländische Regisseurin und Drehbuchautorin.

## Biographie
Annette Apon, Tochter der Schauspielerin Betty Kapsenberg (1909–1997) und des Schauspielers Jan Apon (1907–1993), besuchte die Nederlandse Film en Televisie Academie in Amsterdam. 1968 begründete sie gemeinsam mit Kommilitonen das Film-Magazin Skrien und initiierte 1974 das linke Filmkollektiv Amsterdams Stadsjournaal mit. 1982 debütierte sie mit ihrem abendfüllenden Film Die Wellen, der ersten Adaption einer Erzählung von Virginia Woolf durch einen niederländischen Regisseur. Der Film lief auf 1982 auf der Berlinale in einer Sondervorführung im Wettbewerb. Im Jahr darauf gewann sie den Jurypreis des Niederländischen Filmfestivals für ihren Film Giovanni. 1990 lief ihr Film Krokodile in Amsterdam in der Panorama-Sektion der Internationalen Filmfestspiele Berlin.
Bis 2019 drehte Apon mehr als 20 Filme, zudem führte sie Regie bei Theaterstücken. Zuletzt erschienen ihre Dokumentationen über die niederländische Schauspielerin Fien de la Mar (Ik wil gelukkig zijn) und über die deutsch-niederländische Doppelagentin Leonie Brandt (Leonie, actrice en spionne).

## Filme
- Eigen haard is goud waard (1973)
- Overloop is sloop (1974, Kurzfilm)
- Van brood alleen kan een mens niet leven (1975)
- Een schijntje vrijheid (1976)
- Het bosplan (1978)
- Politiewerk (1979)
- Kakafonische notities (1980)
- Die Wellen (Golven) (1982)
- Giovanni (1983)
- Projekties (1984, Kurzfilm)
- Ornithopter (1985)
- Reis zonder einde (1988)
- Krokodile in Amsterdam (Krokodillen in Amsterdam) (1990)
- Naarden Vesting (1993)
- Wakers en dromers (1994, Kurzfilm)
- Een winter in Zuiderwoude (1994, Kurzfilm – Dokumentation)
- Het is de schraapzucht, gentlemen (1996, TV)
- De man met de hond (1999)
- Droom en daad/Dream and Deed (2012, Dokumentation)
- Het uur van de wolf (2013, Dokumentarserie, Episode Henriette Roland Holst: Droom en daad)
- Ik wil gelukkig zijn (2016, Dokumentation)
- Leonie, actrice en spionne (2020, Dokumentation)